# Взрыв Tesla Cybertruck в Лас-Вегасе (2025)
1 января 2025 года примерно в 8:39 утра по местному времени Tesla Cybertruck взорвался и загорелся у главного входа отеля Трампа в Парадайсе, штат Невада, США. В результате взрыва погиб один человек, находившийся в автомобиле, и ещё семь получили ранения. Власти обнаружили, что в грузовике находились пиротехнические материалы и газовые баллончики. Причина взрыва, включая то, был ли он преднамеренным, всё ещё расследуется.

## Инцидент
Примерно в 7:30 утра по тихоокеанскому времени в Лас-Вегас прибыл Tesla Cybertruck, машина была арендована в Колорадо с помощью приложения Turo и была оснащена самодельным взрывным устройством, состоящим из фейерверков, газовых баллонов и кемпингового топлива. В 8:39 утра по тихоокеанскому времени водитель припарковал машину на стоянке у входа в отель Трампа, где тесла взорвалась и загорелась. Первые сообщения о пожаре поступили через две минуты. Первые спасатели прибыли в течение четырёх минут и потушили пожар в течение часа. По словам генерального директора Tesla Илона Маска и телеметрии, транспортное средство работало исправно. Отель был эвакуирован, большинство гостей переместили в другие места.

## Жертвы
Водитель транспортного средства погиб, и семь человек получили легкие травмы, двое из которых были доставлены в университетский медицинский центр Южной Невады. Сообщается, что все семь человек находятся в стабильном состоянии. Водитель грузовика был идентифицирован Федеральным бюро расследований (ФБР) как 37-летний Мэтью Ливельсбергер из Колорадо-Спрингс.

## Преступник
Преступник, находившийся на водительском сиденье автомобиля, застрелился в голову перед взрывом; пистолет был найден у его ног. Федеральное бюро расследований (ФБР) опознало преступника как Мэтью Алана Ливельсбергера, возрастом 37 лет, из Колорадо-Спрингс, Колорадо, действующего солдата сил специального назначения армии США с января 2006 года, который находился в одобренном отпуске. Хотя его тело было «обожжено до неузнаваемости», власти заподозрили его личность до подтверждения из медицинских записей.
Ливельсбергер родился и вырос в Бьюсирусе, Огайо, и был учеником средней школы Бьюсируса до 2005 года. Он прослужил в армии 19 лет, побывав в нескольких странах, включая Афганистан, Украину, Республику Конго, Таджикистан и Грузию, получив несколько благодарностей за свою службу. Ливелсбергер был награждён двумя Бронзовыми звездами, в том числе одной с нагрудным знаком за мужество под огнем, значком боевого пехотинца и армейской медалью за доблесть. Он с отличием окончил Норвичский университет, получив степень в области стратегических исследований и анализа обороны, также Ливелсбергер ранее развёлся со своей первой женой в 2018 году отчасти из-за политических идеологических разногласий, и из-за его поддержки Дональда Трампа. Соседи описывали его как нормального, тихого и вежливого человека. Он воспитывал 8-месячную дочь и, по словам его отца, казался нормальным, когда последний раз связывался с ним во время Рождества. Ранее его назначили на новое задание, связанное с беспилотниками, которое, по словам его друзей, его воодушевило. У Ливелсбергера были связи в нескольких других городах штата Огайо: Онтарио, Вестервилл и Кайахога-Фолс. В последний раз он был командирован в Германию, но находился в отпуске в Колорадо; по словам его второй жены, он исчез за несколько дней до своей смерти. С именем Ливелсбергера было связано несколько адресов в районе Колорадо-Спрингс. Бывшая девушка Ливелсбергера описала текстовые сообщения, которые он отправлял ей за несколько дней до инцидента, в которых он хвалил свой арендованный Cybertruck и выражал энтузиазм по поводу строительства беспилотников в рамках своего нового военного назначения.

## Расследование
Федеральное бюро расследований начало расследование взрыва в тот же день. Инцидент расследуется как террористический акт, и что взрыв был вызван фейерверками и топливом, а не литий-ионным аккумулятором. Президент Джо Байден был проинформирован о пожаре. Взрыв расследуется в связи с терактом в Новом Орлеане, которое произошло несколькими часами ранее и в котором использовалось то же приложение для совместного пользования автомобилями. Позже ФБР сообщило, что не было никакой определённой связи между двумя атаками.
Tesla проводит независимое расследование инцидента.
Эксперты по электромобилям, опрошенные The Washington Post, отметили, что материалов, взорвавшихся внутри Cybertruck, было достаточно, чтобы вызвать значительное количество тепла и пожара, но, по-видимому, это привело только к «слабовыраженному» взрыву, нанесшему лишь ограниченный ущерб автомобилю и его окрестностям.
Дядя Ливелсбергера рассказал The Independent, что, по его мнению, Cybertruck взорвался из-за механической неисправности, и поэтому был удивлен, когда с ним связались и сообщили об участии его племянника. Он сказал, что его племянник служил в спецназе, потому что был очень патриотичен по отношению к своей стране, и что Ливельсбергер был талантливым «суперсолдатом», который был искусен в обращении со взрывчатыми веществами и мог бы использовать взрывчатые вещества лучше, чем «пропановые баллоны и топливо для кемпинга». Аналогичным образом, анонимный близкий родственник Мэтью Ливельсбергера назвал его всегда желавшим быть «армейским солдатом, в спецназе, даже будучи маленьким ребёнком. И когда он этого добился, он стал солдатом солдат».
Несмотря на чувство облегчения со стороны местных и федеральных властей в связи с низким числом погибших и низким уровнем материального ущерба, обстоятельства инцидента вызвали «много недоумения» как у властей, так и у коллег Ливелсбергера из спецподразделений. Несколько солдат спецназа сказали, что, учитывая подготовку солдат, он мог бы причинить гораздо больше вреда, если бы намеревался. По их словам, для этого он мог использовать самодельную взрывчатку и начинить её осколками, чтобы нанести ещё больший ущерб. Хотя формально он не занимал никаких должностей, связанных с взрывчатыми веществами, он, как член «Команды А», должен был пройти подготовку по изготовлению и использованию взрывчатых веществ, особенно как старший руководитель с боевым опытом. Фрэн Рачиоппи, подкастер и бывший офицер спецназа, предположил, что это мог быть «неудачный» акт терроризма, но также подчеркнул, что это событие является частью более широкой тенденции проблем с психическим здоровьем, с которыми сталкиваются ветераны спецподразделений из-за высокого риска черепно-мозговых травм.
Следователям удалось получить доступ к одному из двух телефонов Ливелсбергера, найденных в автомобиле, и просмотреть два письма в приложении, в которых подробно описывались мотивы взрыва. В своем первом письме он призвал «сослуживцев, ветеранов и всех американцев» «проснуться» и увидеть «слабое» правительство, которое «служит только для их обогащения». Во втором письме он отрицал, что взрыв был «террористической атакой», но вместо этого назвал его «звонком к пробуждению» в сторону «распадающихся» Соединённых Штатов, и что, по его мнению, «трюк с фейерверками и взрывчаткой» был лучшим способом сделать это, поскольку американцы «обращают внимание только на зрелища и насилие». В конце концов он признался, что хотел «очистить свой разум от мыслей о братьях», которых он потерял, и «избавиться от бремени жизней, которые он отнял». В своем первом письме он рекомендовал военнослужащим и ветеранам быть готовыми к потенциальному уходу членов Демократической партии из федерального правительства и армии. Сначала он рекомендовал мирные методы, но затем предложил им «бороться», если это необходимо для достижения их целей. Во втором он критиковал как возросшее неравенство доходов (особенно от «топ 1 %»), так и усилия по разнообразию (разнообразие, справедливость и инклюзивность). Он выразил свои опасения по поводу соперничающих с Соединёнными Штатами стран, таких как Россия, Китай, Северная Корея и Иран, и рекомендовал стране проявить силу и мужественность и положить конец российско-украинской войне путем «переговорного урегулирования». Он также раскритиковал Камалу Харрис как «кандидата DEI», выразив удовлетворение тем, что Соединённые Штаты выбрали «настоящего президента вместо Weekend at Bernie's». Он утверждал, что люди должны объединиться вокруг администрации Трампа для продвижения национальной гегемонии.
ФБР подозревает, что Лайвельсбергер страдал от посттравматического стрессового расстройства (ПТСР) и других психических проблем, возникших в результате его военной службы, а семейные проблемы могли способствовать ухудшению его психического здоровья. Они также установили, что он взорвал «комбинацию фейерверков, газовых баллонов и кемпингового топлива в кузове транспортного средства» с помощью устройства и вел учёт приобретенных им товаров в 10-дневном журнале с 21 по 31 декабря 2024 года.